# Maumee, Ohio
Maumee là một thành phố thuộc quận Lucas, tiểu bang Ohio, Hoa Kỳ. Năm 2010, dân số của thành phố này là 14286 người.

## Dân số
- Dân số năm 2000: 15237 người.
- Dân số năm 2010: 14286 người.